# Sady (Niemodlin)
Sady  (deutsch Baumgarten) ist ein Ort in der Stadt- und Landgemeinde Niemodlin im Powiat Opolski, der Woiwodschaft Opole in Polen.

## Geographie
Sady liegt etwa zwei Kilometer südwestlich von Niemodlin (Falkenberg) und 26 Kilometer westlich von Opole (Oppeln) in der Nizina Śląska (Schlesische Tiefebene) an der Steinau (Ścinawa Niemodlińska) an der heute stillgelegten Bahnstrecke Szydłów–Lipowa Śląska.
Nordwestlich von Sady liegt Niemodlin (Falkenberg), im Norden Michałówek (Michelsdorf), westlich  Grodziec (Groditz), im Süden Skarbiszowice (Seifersdorf) und im Südwesten Wydrowice (Weiderwitz).

## Geschichte
Erstmals urkundlich erwähnt wurde das Dorf im Jahr 1375. Im 15. Jahrhundert war es ein Kirch- und Pfarrort. Um 1440 gehörte es dem Ritter Hans Pange, und 1447 ist es in der Schreibweise Bomgarte belegt. 1683 erwarb es Erdmann Siegfried von Zierotin für eine Summe von 17.000 Kronen und gliederte es in die Herrschaft Falkenberg ein.
1715 wechselte das Dorf in die Herrschaft Tillowitz. Insgesamt besaß das Dorf samt Obstplantagen eine Fläche von über 1000 Hektar.
Nach dem Ersten Schlesischen Krieg 1742 fiel Baumgarten mit dem größten Teil Schlesiens an Preußen. 1742–1816 gehörte Baumgarten zum Landkreis Neustadt O.S. Im 18. Jahrhundert verfiel die Kirche im Ort.
Nach der Neugliederung der Provinz Schlesien gehörte die Landgemeinde Baumgarten ab 1817 zum Landkreis Falkenberg O.S. mit dem es bis 1945 verbunden blieb. 1844 wurde eine Schule eingerichtet. 1845 bestand das Dorf aus 45 Häusern und einem Vorwerk. Die Einwohnerzahl lag damals bei 351, davon 98 evangelisch. 1855 waren es 427 Einwohner. 1865 wurden 22 Gärtner- und 13 Häuslerstellen. Die katholische Schule wurde damals von 127 Schülern besucht. 1874 wurde der Amtsbezirk Tillowitz gebildet, dem die Landgemeinden Baumgarten, Ellguth-Tillowitz, Michelsdorf, Schedliske, Schiedlow, Seifersdorf, Tillowitz und Weiderwitz sowie die Gutsbezirke Baumgarten, Ellguth-Tillowitz, Schedliske, Schiedlow, Seifersdorf, Tillowitz und Weiderwitz eingegliedert wurden. 1885 wurden 297 Einwohner gezählt.
1930 wurden rund um Baumgarten 150 Hektar Wald für die Erweiterung der Obstplantagen gerodet. 1933 lebten in Baumgarten 380 Einwohner. 1939 waren es 496 Einwohner.
Im Zweiten Weltkrieg floh der Großteil der Bevölkerung im Februar 1945 vor dem Einmarsch der Roten Armee. 1945 kam der bisher deutsche Ort Baumgarten unter polnische Verwaltung und wurde zunächst in Baruszewice umbenannt. Kurze Zeit später erfolgte die Umbenennung in Sady. Im Juni 1946 wurde die restliche deutsche Bevölkerung, insgesamt noch 35 Personen, vertrieben. 1950 wurde Sady der Woiwodschaft Opole eingegliedert. Seit 1999 gehört es als Teil der Gmina Niemodlin zum wiedergegründeten Powiat Opolski.

## Söhne und Töchter des Ortes
- Wilhelm Goldmann (1897–1974), deutscher Verleger